# Blecaute no Centro-Sul do Brasil em 2002

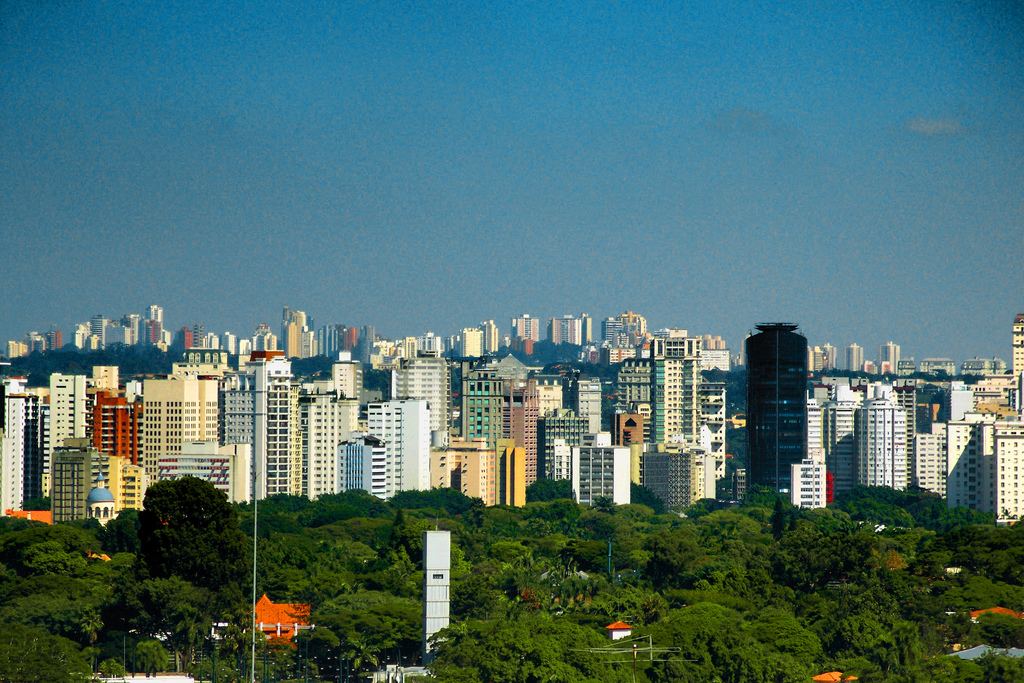
São Paulo, uma das cidades atingidas pelo blecaute de 2002.

Blecaute no Centro-Sul do Brasil em 2002 foi um evento que causou uma grande queda de energia elétrica na tarde de 21 de janeiro de 2002 em dez estados brasileiros e o Distrito Federal. Foi o maior apagão registrado no país desde o blecaute de 1999, que atingiu a mesma região do Brasil.

## O blecaute

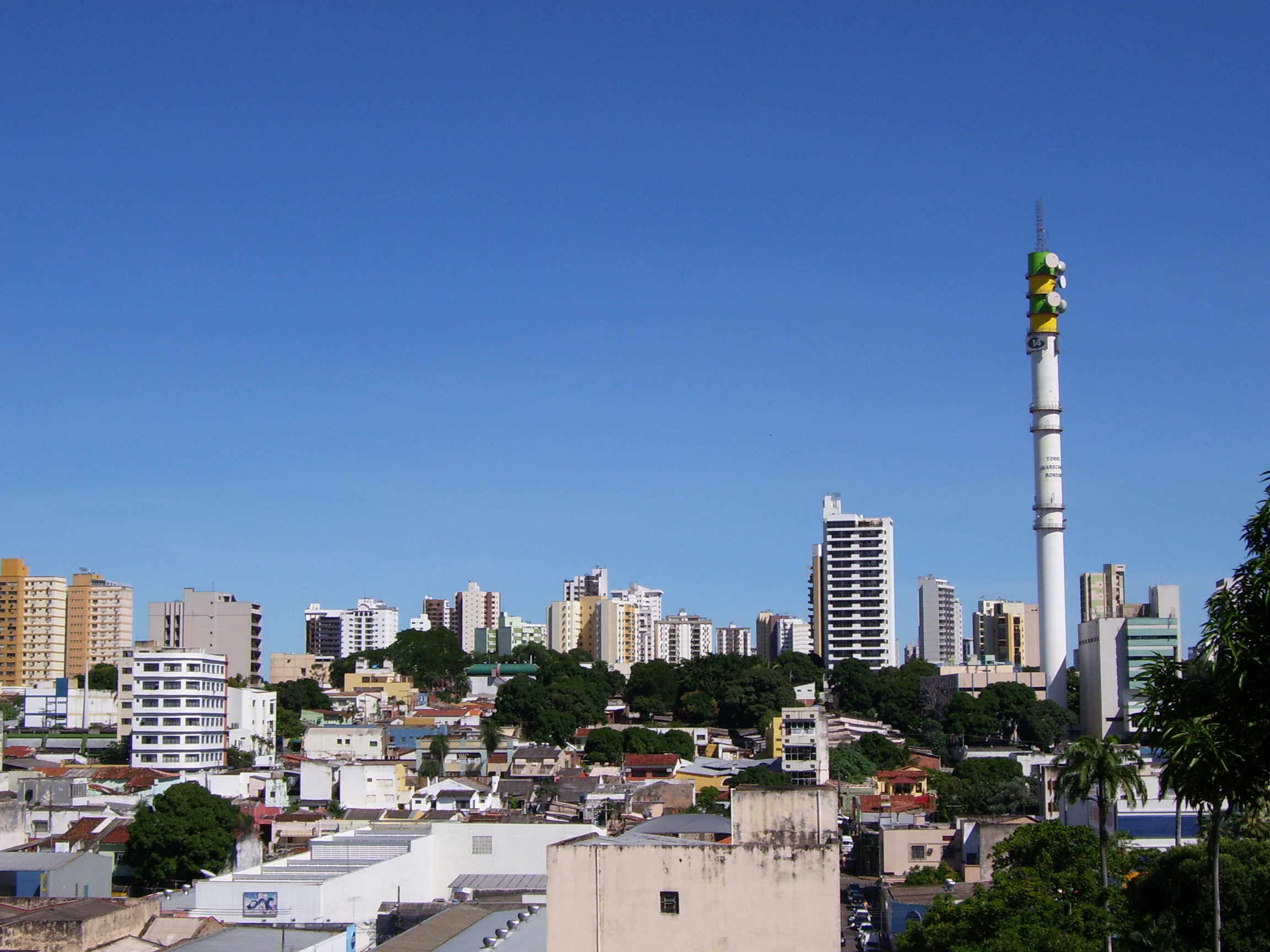
Com 78% da energia afetada, Mato Grosso foi o segundo estado mais atingido pelo apagão.

O início do blecaute se deu às 13h34min com o rompimento de um cabo na linha de transmissão de energia que liga a Usina Hidrelétrica de Ilha Solteira à subestação de Araraquara, no interior de São Paulo. Atingiu dez estados nas regiões Sul, Sudeste e Centro-Oeste do Brasil, além do Distrito Federal. A Usina Hidrelétrica de Itaipu interrompeu sua produção para o Brasil às 14h13min, por consequência do blecaute. 13 das 17 turbinas que estavam em funcionamento pararam automaticamente. As outras quatro, que geravam energia para o Paraguai, seguiram com sua produção normal, não afetando o país vizinho. Todas as usinas da CESP tiveram suas turbinas paralisadas.
Com 84% da energia cortada por cerca de quatro horas, São Paulo foi o estado mais atingido pelo apagão, seguido por Mato Grosso, que ficou sem 78% da energia elétrica, restabelecida após uma hora. Assim como no Espírito Santo, o Rio de Janeiro deixou de receber 74% de seu fornecimento normal, retomado às 17h30min. Cerca de 5,1 milhões de clientes da Light e CERJ foram atingidos pela falta de luz. Minas Gerais ficou sem 55% da energia, que foi restabelecida duas horas e meia após o início do apagão. Em toda a região sul, a energia voltou em até uma hora: Santa Catarina, que teve 27% do fornecimento cortado, teve a energia restabelecida em cerca de seis minutos. No Paraná, o indice chegou a 44%. No Rio Grande do Sul, 692 mil clientes das companhias CEEE, RGE e AES Sul ficaram sem energia. O corte de 800 megawatts, correspondentes a 25% do consumo do estado, prejudicou 2 milhões de pessoas em 71 municípios e foi totalmente restabelecido às 14h14min. Goiás e Distrito Federal foram atingidos em 27%. Em algumas regiões de São Paulo, o apagão somente terminou depois das 18h30min.

### Transtornos às cidades
São Paulo

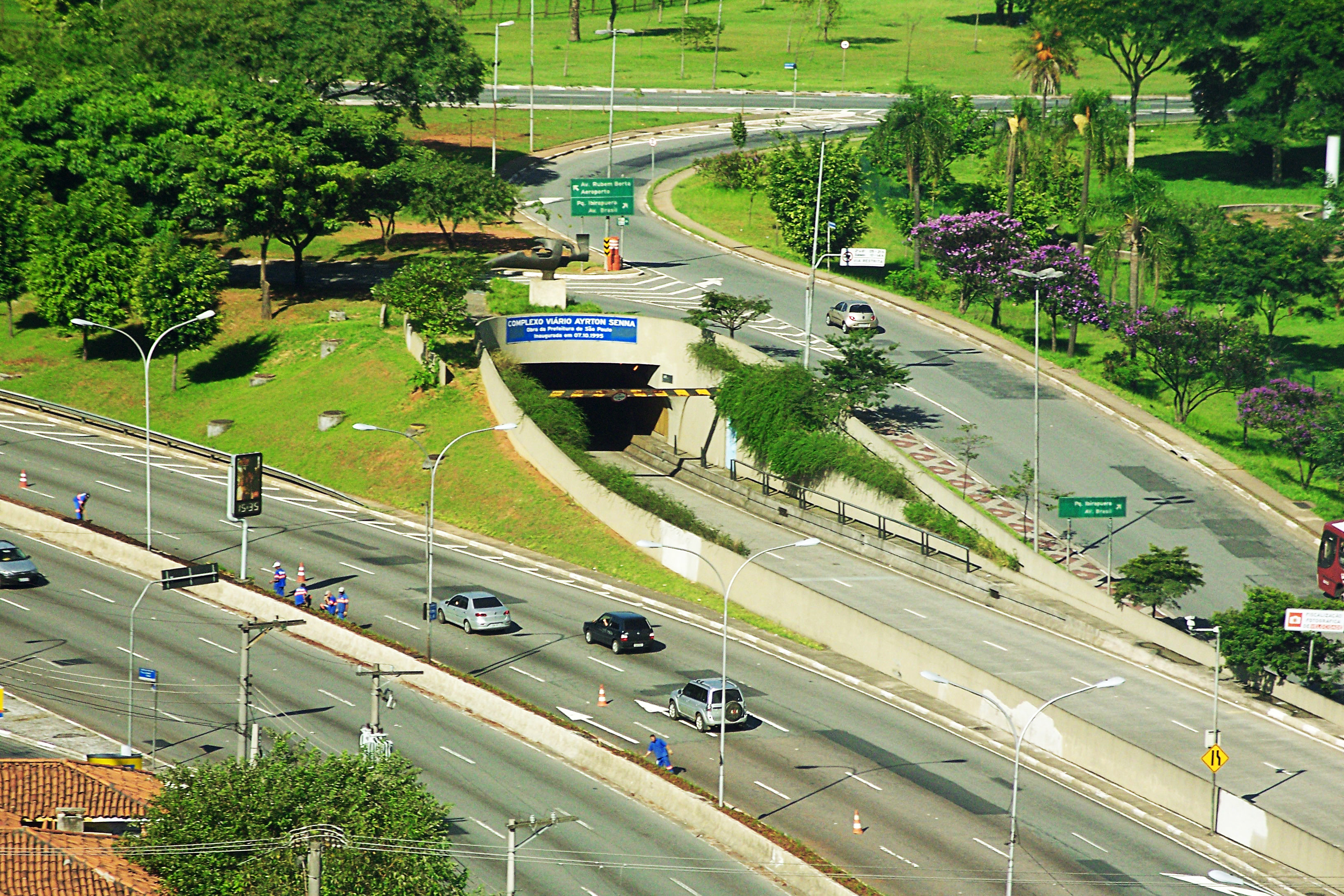
O apagão causou falta de luz e paralisou o sistema de ventilação do Túnel Ayrton Senna, na zona sul de São Paulo.

Usuários de telefone celular das companhias Telesp e BCP ficaram incomunicáveis devido ao pico de ligações gerado pelo blecaute entre pessoas que estavam presas no trânsito da cidade. Os congestionamentos foram causados pelo desligamento dos semáforos, que perderam seu fornecimento de energia. Outro fator que contribuiu para o aumento do uso de celular foi o desligamento dos telefones fixos, que operavam com eletricidade. Equipes dos hospitais de São Paulo ficaram preocupadas com a possibilidade do apagão avançar até de noite, pois temiam a falta de energia, em sua maioria garantida pelo uso de geradores nas UTIs. Em alguns hospitais, as áreas de emergência não dispunham deste equipamento.
O sistema de distribuição de água também foi afetado pelo apagão. As operações de abastecimento da Sabesp ficaram paralisadas por mais de três horas, atingindo 15 milhões de consumidores na Grande São Paulo. Após as 16h40min, o sistema oscilava com o vaivém da energia. Segundo a Sabesp, não houve reclamações de falta de água até as 16h. Em Guarulhos, a companhia recomendou que se economizasse água até que o sistema fosse totalmente restabelecido. Devido ao uso de geradores, os aeroportos de Congonhas e Cumbica funcionaram normalmente. O Corpo de Bombeiros registrou 21 casos de pessoas que ficaram presas em elevadores, além de receber vários outros tipos de chamadas relacionadas ao blecaute. Um acidente de trânsito, sem vítimas, foi registrado pela CET na zona leste de São Paulo.
O apagão paralisou todas as 46 estações do metrô de São Paulo. Os trens foram evacuados pelas saídas de emergência e as estações foram fechadas às 14h01min. Segundo a companhia que opera o sistema, 100 mil pessoas foram prejudicadas com a paralisação. O serviço se normalizou às 15h22min.
No momento do início do blecaute, a Rede Globo exibia para todo o país o Jornal Hoje, produzido na capital paulista. O telejornal também foi afetado pelo incidente, que impediu a comunicação do apresentador Carlos Nascimento com um repórter pelo telão do estúdio e deixou a redação de onde o programa é apresentado parcialmente às escuras.
No interior do estado, os principais transtornos foram registrados no trânsito das maiores cidades. Em Sorocaba, o apagão começou por volta das 14h15min, voltando somente no final da tarde. Em Bauru, o blecaute durou cerca de uma hora. Segundo a CPFL, todos os 234 municípios atendidos pela companhia ficaram sem luz.
Rio de Janeiro

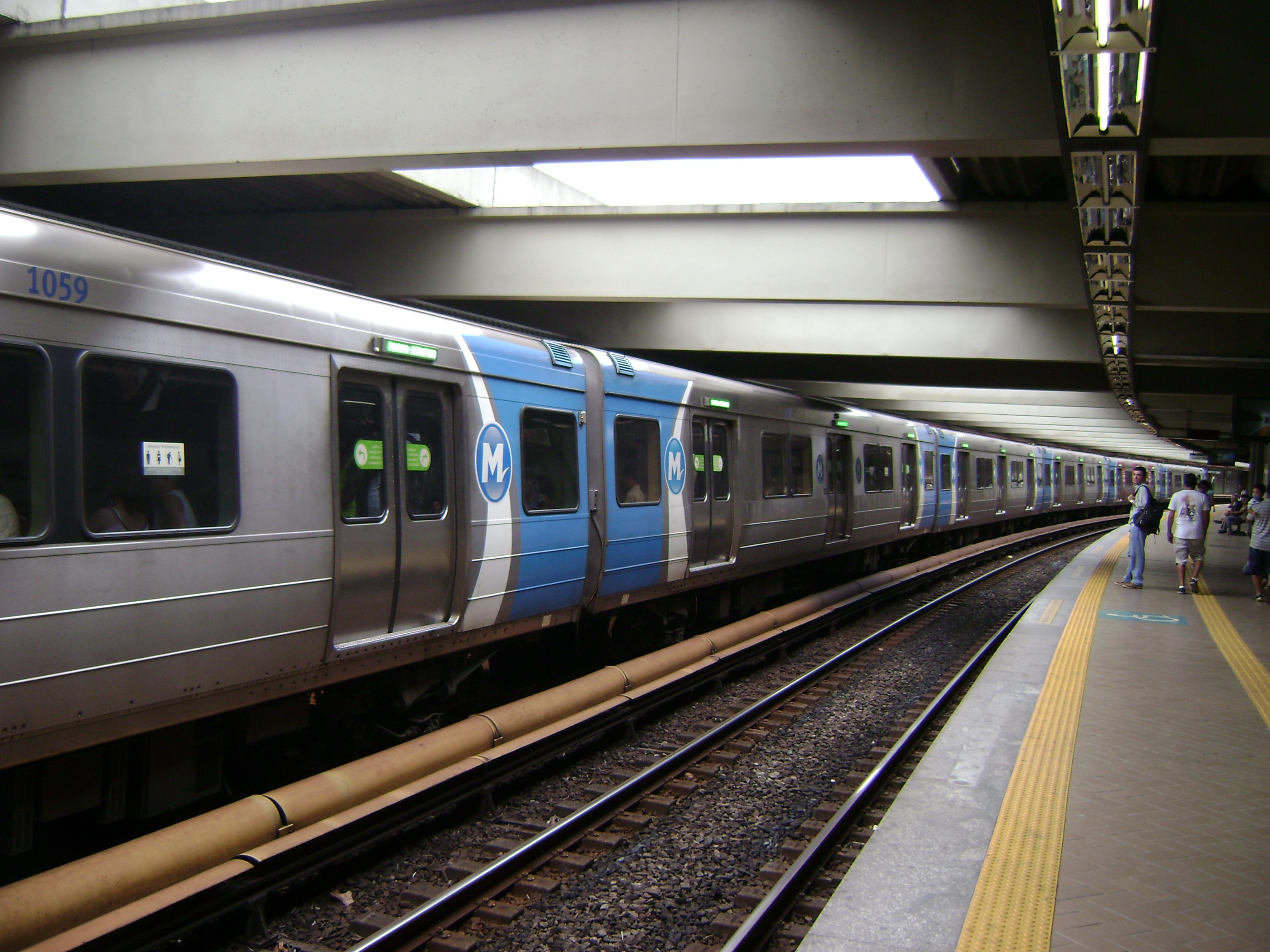
O blecaute causou transtornos no metrô do Rio de Janeiro.

O apagão causou paralisações no metrô, trens, semáforos e postos de combustíveis do Rio de Janeiro. Na Barra da Tijuca, uma pessoa morreu num acidente causado pela falta de energia nos semáforos. O Corpo de Bombeiros recebeu mais de 60 ligações de pessoas presas em elevadores.
Os passageiros do metrô do Rio foram retirados e tiveram que caminhar pelas laterais dos trilhos ou descer nas plataformas das estações. O serviço foi reiniciado às 16h54min. Para evitar assaltos, os bancos e algumas lojas fecharam as portas. A Secretaria de Segurança Pública pediu alerta máximo à polícia, que orientou seus funcionários burocráticos a sair às ruas para ajudar na orientação do trânsito. Também houve filas nos orelhões e dificuldade no uso de telefones celulares.
Outros estados
Houve confusão no trânsito das principais cidades da área atingida pelo blecaute. Em Minas Gerais, o apagão afetou principalmente as regiões metropolitana, sul e norte do estado. O desligamento de semáforos causou congestionamentos, principalmente na capital Belo Horizonte. A queda de luz também atingiu o metrô da capital, causando a parada de seis trens entre 13h30min e 14h10min, sem maiores transtornos.

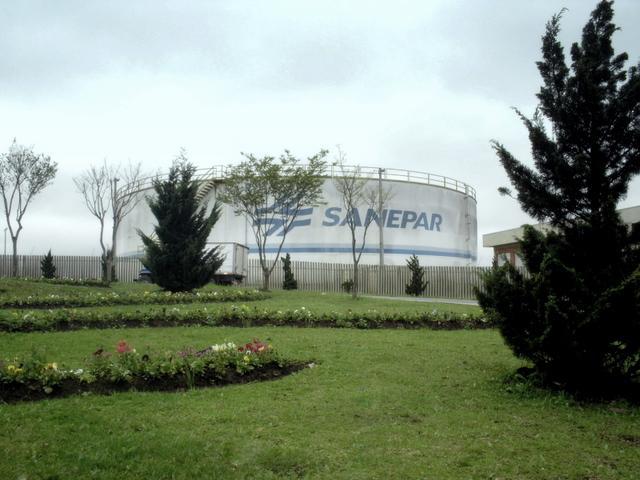
Caixa d'água da Sanepar no interior do Paraná. Falta de água também atingiu outros três estados.

No Paraná, a Copel informou que as cidades mais atingidas foram Londrina, Maringá, Umuarama e Paranavaí, todas no norte do estado. Houve falta de água até cerca de 17h30min nas partes altas de Londrina. Também foram registrados congestionamentos.
Em Mato Grosso do Sul, o apagão seguiu por toda a tarde, causando transtornos no trânsito e nos hospitais do estado. Em Corumbá, dois hospitais suspenderam as cirurgias, pois não dispunham de geradores próprios. Na capital Campo Grande, a queda de energia nos semáforos causou acidentes, mas não houve mortes. Bancos e lojas fecharam as portas e houve falta de água. Em Mato Grosso, a falta de energia atingiu todo o estado, sem registro de incidentes graves.
No Rio Grande do Sul, a capital Porto Alegre foi a cidade mais prejudicada. A falta de luz atingiu as zonas norte e sul da cidade e houve engarrafamentos. Em outras cidades da região metropolitana, houve somente oscilações de carga, que foram suficientes para causar problemas em equipamentos elétricos. Canoas, Cachoeirinha e Gravataí ficaram sem abastecimento de água por causa dessas oscilações. A energia voltou em todo o estado em menos de 30 minutos.
Em Santa Catarina, houve duas quedas de energia: a primeira por consequência da parada de turbinas em Itaipu, cerca de 40 minutos após o início do blecaute em São Paulo. A segunda, às 15h30min, devido a problemas na Usina Termelétrica Jorge Lacerda, no sul do estado, que não suportou o aumento da demanda devido à falta de energia do primeiro blecaute. O extremo sul foi a região mais prejudicada: em Criciúma, o parque industrial de revestimentos cerâmicos parou totalmente.
Espírito Santo ficou sem luz das 13h40min às 17h. Todo o estado sofreu problemas na distribuição de água. Na Grande Vitória, houve tumulto em terminais de ônibus, devido ao não funcionamento das catracas. Não houve congestionamentos significativos. Um hospital em Linhares parou por não ter gerador.